# Mascarell cama-roig
El mascarell camaroig (Sula sula) és un ocell de la família dels súlids (Sulidae), que està formada per deu espècies d'ocells marins d'ales llargues. És més petit que altres mascarells (com el mascarell camablau o el mascarell de Nazca). Com indica el seu nom, una característica molt evident són les potes de color vermell, però també és fàcil identificar-lo pel seu bec de color blau i el plomatge marronós, tot i que una part de les poblacions presenten un plomatge blanc.
Aquesta espècie es troba en illes i costes d'aigües tropicals. Nidifica en grans colònies en arbres i arbustos i, a diferència del mascarell camablau, no es mou amb facilitat per terra. Cada femella pon un ou, que és incubat per la parella durant 44 - 46 dies. Les cries poden trigar fins a tres mesos a realitzar el primer vol.
El seu estat de conservació es considera de risc mínim.